# The Gospel Soul of Aretha Franklin
The Gospel Soul of Aretha Franklin, álbum debut de Aretha Franklin editado en el año 1956.
Fue el primer álbum que Aretha Franklin grabó; con tan solo 14 años. No llegan a la decena de canciones. Son composiciones góspel a las que su voz pone un tono soul. Instrumentalmente cuenta básicamente con un piano, tocado por ella misma, e intervinen escasos instrumentos más. El álbum se editó gracias a la relación de su padre con productores del sello Checker.
- Datos: Q6144549